# ليندا باركر
ليندا باركر (بالإنجليزية: Linda Barker)‏ هي مقدمة تلفزيونية بريطانية، ولدت في 6 أكتوبر 1961 في Shelf, West Yorkshire ‏ في المملكة المتحدة.

## وصلات خارجية
- ليندا باركر على موقع IMDb (الإنجليزية)